# 한숙
한숙(韓淑, 생몰년 미상)은 고려 중기의 환관이다.
1170년 무신정변이 일어난 후 왕광취와 함께 정중부, 이의방 등을 제거하려는 계획에 가담하였으나 이후 배반하여 무신들에게 밀고했으며 이로 인해 왕광취는 무신들에게 살해당하고 만다.

## 한숙이 등장한 작품
- 《무인시대》 KBS 드라마, 2003년~2004년, 배우 : 유병한